# ナイル (企業)
ナイル株式会社（英：Nyle Inc.）は、東京都品川区に本社を置く日本の企業。

## 概要
産業を横断して様々な企業のデジタル課題発見・解決策の提示と実行を行うホリゾンタルDX事業とマイカー購買の手間を省力化し、信用力の低い個人のマイカー所有を可能にするオンライン主体のマイカーサブスクリプション事業などを展開する自動車産業DX事業を運営。

## 沿革
- 2007年1月 - VOLARE株式会社設立
- 2008年6月 - オフィスを豊島区北大塚に拡張移転
- 2010年6月 - デジタルマーケティング事業を開始
- 2011年5月 - ヴォラーレ株式会社に社名変更
- 2012年8月 - メディアテクノロジー事業を開始。アプリレビューサイト「Appliv」をリリース
- 2013年
  - 8月 - 第三者割当増資を実施
  - 11月 - オフィスを品川区東五反田に拡張移転
- 2014年
  - 6月 - 第三者割当増資を実施
  - 12月 - スマートフォン情報サイト「アプリヴ大辞典」（現・「Appliv TOPICS」）をリリース
- 2015年8月 - スマホゲーム情報メディア「Appliv Games」をリリース。ナイル株式会社に社名変更
- 2018年1月 - 自動車産業DX事業を開始。個人向け自動車サブスクリプションサービス「マイカー賃貸カルモ」（現・「おトクにマイカー 定額カルモくん」）をリリース
- 2019年
  - 4月 - 第三者割当増資を実施
  - 6月 - 広告運用サービス「ピタッとROAS」（現・「NYLE TRIDE」）をリリース
  - 12月 -「おトクにマイカー 定額カルモくん」中古車版をリリース
- 2020年12月 - 第三者割当増資を実施
- 2023年12月 - 東証グロース市場に上場[2]
- 2024年8月 - 株式会社パティオをM&A
- 2024年9月 - エンタメ情報メディア「VOD STREAM」をリリース
- 2025年6月 - 「おトクにマイカー 定額カルモくん」を「カーリースカルモくん」に名称変更
- 2025年6月 - 「車買取カルモくん」をリリース

## 事業
ホリゾンタルDX事業
DX＆マーケティング - SEOコンサルティングを含むマーケティングソリューションの提供
- ナイルのSEO相談室
- ナイルのコンテンツ相談室

メディア＆ソリューション - 複数のメディア開発・運営、及びデジタル広告に関するソリューションの提供
- アプリブ
- カイドキ
- Appliv Games
- 出会いコンパス
- 宅食グルメ
- VOD STREAM
- ギルドロケット - Discordコミュニティ運用代行サービス
- NYLE TRIDE - 広告詐欺対策サービス

自動車産業DX事業
- カーリースカルモくん - 日本最安値基準の車のサブスクリプションサービス
  - カルモマガジン
- 車買取カルモくん - 完全オンライン査定の買取サービス
- 車買取ジャーナル

## 書籍
- 土居健太郎 『10年つかえるSEOの基本』（2016年4月23日発売・技術評論社）[3]
- 針替健太『Googleオプティマイズによるウェブテストの教科書』（2018年11月27日・マイナビ出版）
- 岸穂太佳 『現場のプロが教える! BtoBマーケティングの基礎知識』（2022年4月26日発売・マイナビ出版）[4]
- 青木創平『SEO初心者が知っておきたいGoogle機能の基礎知識（MarkeZine Digital First）』（2022年6月30・翔泳社）
- 大澤心咲 『ひとりマーケター　成果を出す仕事術』（2022年10月31日発売・マイナビ出版）[5]
- 青木創平 『10倍はかどるSEOの進め方』（2023年10月19日発売・技術評論社）[6]